# Dorina Böczögő
Dorina Böczögő (Orosháza, 15 febbraio 1992) è una ginnasta ungherese; ha partecipato alle Olimpiadi di Pechino 2008 e Londra 2012 e detiene 5 titoli nazionali ungheresi individuali, oltre a varie medaglie di specialità.